# Gaillard de la Mothe

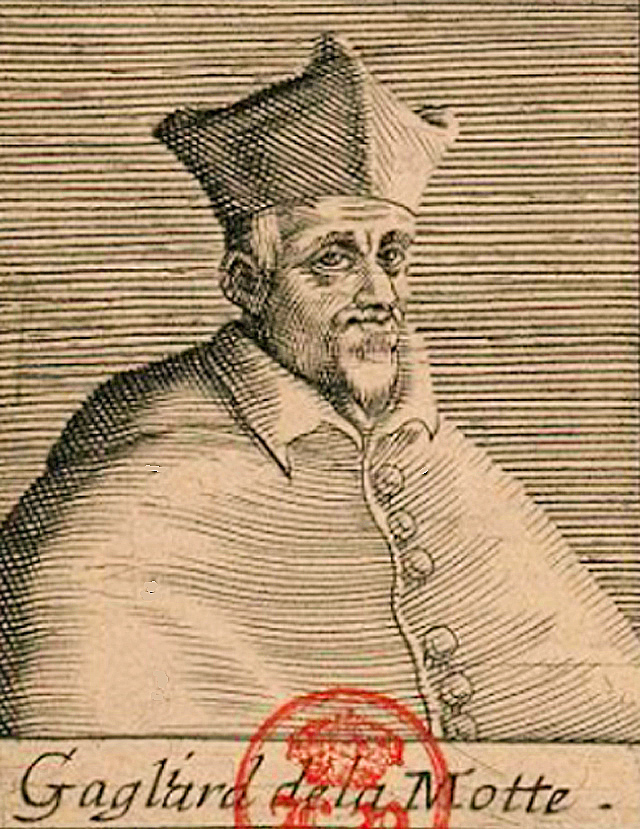
Kardinal Gaillard de la Mothe

Gaillard de la Mothe (* in Bordeaux; † 20. Dezember 1356 in Avignon) war ein französischer Kardinal der Römischen Kirche.

## Leben
Der Neffe Papst Clemens’ V. war Domherr in Narbonne und Apostolischer Protonotar. Seit 1312 Praecentor der Diözese Chichester und Präbendar von Milton, wurde er 1313 Archidiakon von Oxford.
Papst Johannes XXII. erhob ihn am 17. Dezember 1316 zum Kardinaldiakon der Titeldiakonie Santa Lucia in Silice. Von 1321 bis 1324 Präbendar von Stoke, war er ab 1324 Präbendar von Aylesbury. Nachdem er am Konklave von 1334 teilgenommen hatte, kam ihm die Krönung von Papst Benedikt XII. mit der Tiara zu. Auch am Konklave von 1342 nahm er teil.
Seit 1344 Archidiakon von Ely, war er ab 1345 Schatzmeister des Bistums Salisbury. Nachdem er am Konklave von 1352 teilgenommen hatte, kam ihm als Kardinalprotodiakon die Krönung von Papst Innozenz VI. zu.
Er starb 1356 in Avignon und wurde in Bazas an der Seite seines Onkels Papst Clemens V. beigesetzt. Das Grabmal wurde am 6. Januar 1577 von Hugenotten zerstört, die Leichname wurde ihrer Pontifikalgewänder entkleidet und verbrannt.